# Raczek skrzelowy
Raczek skrzelowy (Ergasilus sieboldi) – gatunek pasożyta z podgromady widłonogów i rodziny Ergasilidae.
Długość ciała: 1–2 mm u samicy, samiec dużo mniejszy: 0,8–0,9 mm, szerokość: 0,4–0,7 mm. Kształt owalny, w tylnej części ciała zwężony. Pasożyt płaski po stronie brzusznej. Worki jajowe samicy długości około 1 mm. W jednym worku znajduje się około 100 jaj. Czułki drugiej pary przekształcone w dwa haki chwytne.
Jest pasożytem ryb i powoduje u nich chorobę ergasilozę. Pasożytuje na wielu gatunkach ryb. Głównym żywicielem jest lin (Tinca tinca), jednak może pasożytować także na rybach karpiowatych, łososiowatych, okoniowatych, sumowatych, szczupakowatych, dorszowatych, śledziowatych, jesiotrowatych.

## Rozwój
Z jaja wykluwają się larwy w stadium nauplius. Szybkość dalszego rozwoju zależy od temperatury wody. Po 3–12 dniach i po trzech linkach nauplius przekształca się w kopepodit. Ten po czterech linkach dojrzewa płciowo. Po kopulacji w wodzie samce giną w ciągu dwóch tygodni. Samice atakują ryby i przytwierdzają się do skrzeli. Po sześciu dniach wykształcają się worki jajowe. Całość cyklu rozwojowego trwa od 12 dni do 5–6 tygodni i jest zależna od temperatury wody.